# Beaulieu, Orne
Beaulieu är en kommun i departementet Orne i regionen Normandie i nordvästra Frankrike. Kommunen ligger i kantonen Tourouvre som tillhör arrondissementet Mortagne-au-Perche. År 2022 hade Beaulieu 203 invånare.

## Befolkningsutveckling
Antalet invånare i kommunen Beaulieu
| Referens: INSEE |